# Sumber Bakti
Sumber Bakti is een bestuurslaag in het regentschap Nagan Raya van de provincie Atjeh, Indonesië. Sumber Bakti telt 956 inwoners (volkstelling 2010).